# フワイタップタン駅
フワイタップタン駅（フワイタップタンえき、タイ語:สถานีรถไฟห้วยทับทัน）は、タイ王国東北部シーサケート県フワイタップタン郡にある、タイ国有鉄道東北線・南線の駅である。

## 概要
フワイタップタン駅は、タイ王国東北部シーサケート県の人口約4万人が暮らすフワイタップタン郡にある。町の中心部に位置するが小さな町である。駅の正面側（南側）が、市街地であるがその規模は小さい。バンコクから481.50km地点に位置し、急行列車利用で8時間程度である。
二等駅であり1日に18本（9往復）の列車が発着し、その内訳は急行1往復、快速4往復、普通4往復である。

## 歴史
タイ最初の官営鉄道であるクルンテープ駅-アユタヤ駅間が1897年3月26日に開業した。1900年12月21日に当初の計画のナコンラチャシーマまで開通し、そのしばらく後にウボンラーチャターニーまで路線を延伸する事になり、少しずつ延伸開業を重ね1927年5月1日に当駅まで開通した。開業時は終着駅であったが1年3ヶ月後の1928年8月1日に シーサケート駅まで開通したことにより中間駅（途中駅）となった。当駅開業の2年11ヶ月後の1930年4月1日に目標のウボンラーチャターニーまで全通開業した。
- 1922年5月1日【開業】ナコンラチャシーマ駅 - ターチャン駅 (21.75km)
- 1925年4月1日【開業】ターチャン駅 - ブリーラム駅 (90.62km)
- 1926年5月1日【開業】ブリーラム駅 - スリン駅 (43.73km)
- 1927年5月1日【開業】スリン駅 - フワイタップタン駅 (61.75km)
- 1928年8月1日【開業】フワイタップタン駅 - シーサケート駅 (33.59km)

## 駅構造
単式ホーム1面1線をもつ地上駅であり、駅舎はホームに面している。